# نیک بلکمن
نیک بلکمن (انگلیسی: Nick Blackman؛ زادهٔ ۱۱ نوامبر ۱۹۸۹) یک بازیکن فوتبال اهل انگلستان است.